# جويل (لاعب كرة قدم)
جويل (بالبرتغالية: Joel Bertoti Padilha‏) هو لاعب كرة قدم برازيلي في مركز الدفاع، ولد في 24 يوليو 1980 في توريس ‏ في البرازيل. لعب مع نادي جنوب الصين ونادي كاشياس دو سول.